# Rhinochloris acutirostris
Rhinochloris acutirostris är en insektsart som beskrevs av Alexander Fyodorovich Emeljanov 2005. Rhinochloris acutirostris ingår i släktet Rhinochloris och familjen vedstritar. Inga underarter finns listade i Catalogue of Life.